# Pena de muerte en Fiyi
En delineaciones en justicia y la restricción de derechos personales en respuesta a delitos cometidos, la pena de muerte ha sido abolida en la República de Fiyi. Fiji abolió la pena capital para los delitos comunes en 1979 y para todos los delitos en 2015. Su última ejecución fue en 1964, antes de su independencia el 10 de octubre de 1970